# 增子相二郎
增子相二郎（日语：／ Masuko Sojiro，1950年—），日本動畫製作人，日本群馬縣出身，畢業於明治大學文學部演劇學科。
1974年進入日本動畫公司。擔任《佩琳物語》（ペリーヌ物語）、《西頓動物記：頑皮熊》、《清秀佳人》（赤毛のアン）等作品的製作進行後，成為《天才小釣手》（釣りキチ三平）製片人，經過《綠野仙蹤》（オズの魔法使）擔任的代表。
1987年進入新銳動畫公司，負責製作、營業。曾擔任《光頭騙子禿丸》、《周刊故事樂園》（週刊ストーリーランド）、《烏龍少爺》、《野坂昭如 戰爭童話集 海龜與少年》、《哆啦A梦电影》（映画ドラえもん），與同時上映作品、電影·電視系列《我們這一家》（あたしンち）製作人。
2005年開始擔任電視·電影系列《哆啦A夢》的監製。TV系列到2012年，電影到《哆啦A夢：大雄的宇宙英雄記》（ドラえもん のび太の宇宙英雄記）（2015年上映）為止擔任總製作人。
2017年4月起擔任Synergy SP的代表董事。

## 参加作品

### 電視動畫
- シートン動物記 くまの子ジャッキー （1977年、製作進行）
- 佩琳物語 （1978年、製作進行）
- 清秀佳人 （1979年、製作進行）
- 天才小釣手（1980年-1982年、製作進行 → 電視製作人）
- 南方彩虹的露西 （1981年、製作進行[1]）
- 三國志 （1985年、電視製作人）
- 三国志II 天翔ける英雄たち （1986年、電視製作人）
- 綠野仙蹤 （1986年-1987年）
- つるピカハゲ丸くん （1988年-1989年、電視製作人）
- おぼっちゃまくん （1989年-1992年、電視製作人）
- 周刊故事樂園 （1999年-2001年、電視製作人）
- 野坂昭如 戦争童話集 ウミガメと少年 （2002年、電視製作人）
- 我們這一家 （2002年-2009年、電視製作人 → 首席監製[2]）
- 哆啦A夢（2005年）（2005年-、首席監製[3]）

### 劇場動畫
- 哆啦A梦电影 （首席監製）
  - 哆啦A夢：新·大雄的恐龍（2006年）
  - 哆啦A夢：大雄的新魔界大冒險~7人魔法使~ （2007年）
  - 哆啦A夢：大雄與綠之巨人傳 （2008年）
  - 哆啦A夢：新·大雄的宇宙開拓史 （2009年）
  - 哆啦A夢：大雄的人魚大海戰 （2010年）
  - 哆啦A夢：新·大雄與鐵人兵團 〜振翅吧 天使們〜 （2011年）
  - 哆啦A夢：大雄與奇蹟之島~動物歷險記~ （2012年）
  - 哆啦A夢：大雄的祕密道具博物館 （2013年）
  - 哆啦A夢：新·大雄的大魔境~扁扁與5人之探險隊~ （2014年）
  - 哆啦A夢：大雄的宇宙英雄記（2015年）
- 哆啦A夢短篇電影 （製作人）
  - 哆啦美與哈囉小恐龍 （1992年）
  - 哆啦美與青色稻草人 （1993年）
  - ウメ星デンカ 宇宙の果てからパンパロパン! （1994年）
  - 2112年哆啦A夢的誕生 （1995年）
  - 哆啦美與哆啦A夢七小子的機器人學校七不思議（1996年）
  - 哆啦A夢七小子與怪盜哆啦邦謎樣的挑戰書 （1997年）
  - 哆啦A夢七小子的蟲蟲大作戰 （1998年）
  - 哆啦A夢回來了 （1998年）
  - 哆啦A夢七小子與點心娜娜王國（1999年）
  - 大雄的結婚前夜（1999年）
  - 哆啦A夢七小子與火車大暴走! （2000年）
  - 大雄的懷念奶奶（2000年）
  - 哆啦美與哆啦A夢七小子的宇宙樂園之千鈞一髮 （2001年）
  - 加油！胖虎！！ （2001年）
  - 哆啦A夢七小子GOAL!GOAL!GOAL!! （2002年）
  - 我出生的那一天（2002年）
- 電影版 我們這一家[[[Wikipedia:格式手册/链接#章節|錨點失效]]] （2003年、製作人）
- ゴーちゃん。〜モコとちんじゅうの森の仲間たち〜 （2017年、製作人）
- ゴーちゃん。〜モコと氷の上の約束〜 （2018年、動畫製作人）

## 註解
1. ↑  第11話及第18話
2. ↑  第1回製片人，之後到第51話擔當首席製片人。
3. ↑  2012年7月27日擔當

## 關聯項目
- 日本動畫公司
- 新銳動畫
- Synergy SP